# Snöfrid
 (octobre 2012).
 (juin 2015).
Si vous disposez d'ouvrages ou d'articles de référence ou si vous connaissez des sites web de qualité traitant du thème abordé ici, merci de compléter l'article en donnant les références utiles à sa vérifiabilité et en les liant à la section « Notes et références ».
Snöfrid ou Snefrid est un prénom féminin scandinave.

## Étymologie
Ce prénom viendrais du vieux norrois formé du mot snö (neige) et frid (paix), qui signifie belle ou un être cher. Le prénom apparaît durant l'ère des Vikings comme Snæfríður .

## Utilisation dans le monde
Le 31 décembre 2008, il y avait 70 femmes s'appelant Snöfrid en Suède, dont 13 en tant que prénom usuel. Dans le même temps, il y avait également 15 femmes nommées Snefrid. La variante avec e est commun en Norvège. Le 1er janvier 2009, il y avait 483 femmes portant le nom Snefrid et 37 avec le nom Snøfrid. Le prénom Snöfrid se rencontre également en Finlande où 99 personnes ont porté ce nom le siècle dernier.
Les Snöfrid sont fêtées le 23 novembre en Norvège.

## Femmes célèbres ayant porté ce nom
- Snöfrid Svåsesdotter VIIIe – XIe siècle, épouse de Harald Ier de Norvège
- Snefrid Eriksmoen (1894–1954), femme politique norvégienne
- Snøfrid Skaare (född 1939), femme politique norvégienne
- Snefrid Aukland, actrice norvégienne